# Ikaźń (agromiasteczko)
Ikaźń (biał. Іказнь) – agromiasteczko (do 2009 r. wieś), dawne miasteczko, położone na Białorusi w rejonie brasławskim obwodu witebskiego.
Siedziba parafii prawosławnej (pw. św. Mikołaja Cudotwórcy) i rzymskokatolickiej (pw. Bożego Ciała).
Prywatne miasto szlacheckie położone było w końcu XVIII wieku w powiecie brasławskim województwa wileńskiego.

## Historia
Miasteczko założone na przełomie XV i XVI wieku przez sekretarza królewskiego Jana Sapiehę, który otrzymuje przywilej na budowę zamku. Już w 1515 zamek oblegały wojska moskiewskie, a miasto uległo spaleniu. W 1555 roku wzmiankowano, że w Ikaźni znajdował się zbór helwecki. W czasie wojny w 1561 zamek nie został zdobyty. W 1654 zamek został zajęty przez Carstwo Moskiewskie w czasie wojny polsko-rosyjskiej, a w 1655 przez Szwedów. W XVIII wieku miasto zniszczone w czasie walk stronników króla Stanisława Leszczyńskiego i Augusta Mocnego Sasa wspieranego przez Rosję.
W czasach zaborów miasteczko w powiecie dzisieńskim, w guberni wileńskiej Imperium Rosyjskiego.
W 1919 roku proboszcz tutejszej parafii katolickiej, ks. Michał Buklarewicz, w dniu 27 czerwca został ujęty przez bolszewików i rozstrzelany razem ze swoją siostrą. Na ich płycie nagrobnej naniesiono inskrypcję: „Zamordowani za miłość do ojczyzny i ludzi”.
Po Pokoju ryskim Ikaźń powróciła do Polski. W latach 1921–1945 miasteczko leżało w Polsce, w województwie wileńskim, w powiecie dziśnieńskim, od 1926 roku w powiecie brasławskim, w gminie Przebrodzie.
Według Powszechnego Spisu Ludności z 1921 roku zamieszkiwało tu 509 osób, 367 było wyznania rzymskokatolickiego, 105 prawosławnego a 37 mojżeszowego. Jednocześnie 247 mieszkańców zadeklarowało polską, 225 białoruską a 37 żydowską przynależność narodową. Było tu 99 budynków mieszkalnych. W 1931 w 96 domach zamieszkiwało 480 osób.

## Zabytki
- kościół Najświętszego Bożego Ciała z 1912 w miejscu starszego z 1593. Kościół zbudowano w stylu neogotyckim. Jest to kościół parafialny.
- cerkiew prawosławna pw. św. Mikołaja z 1905 w miejscu starszej z 1500; parafialna
- wały zamku Sapiehów z XVI wieku

## Parafia Kościoła rzymskokatolickiego
Mieszkańcy wyznania rzymskokatolickiego podlegają parafii Bożego Ciała w Ikaźni.

## Galeria

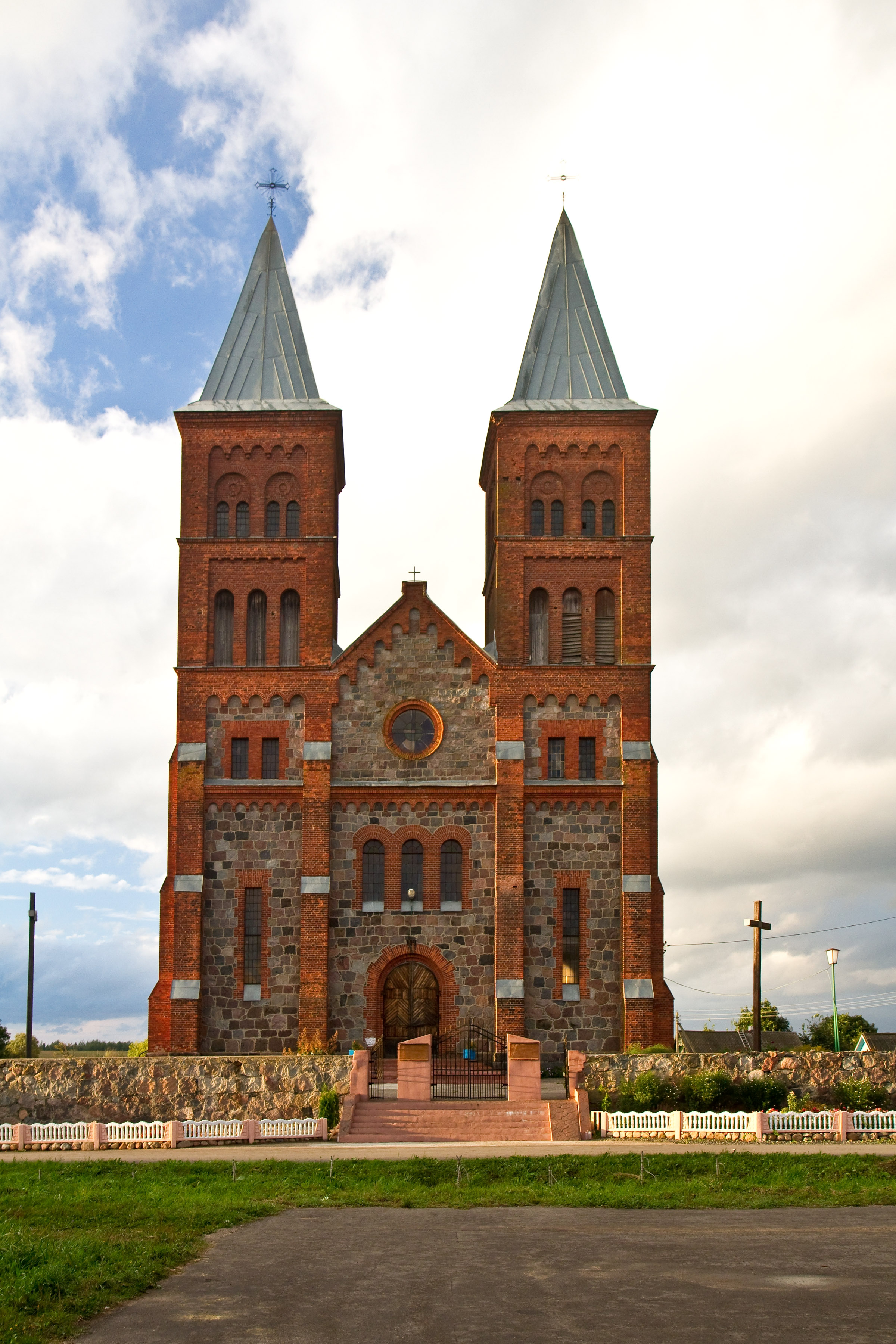
Kościół katolicki w Ikaźni
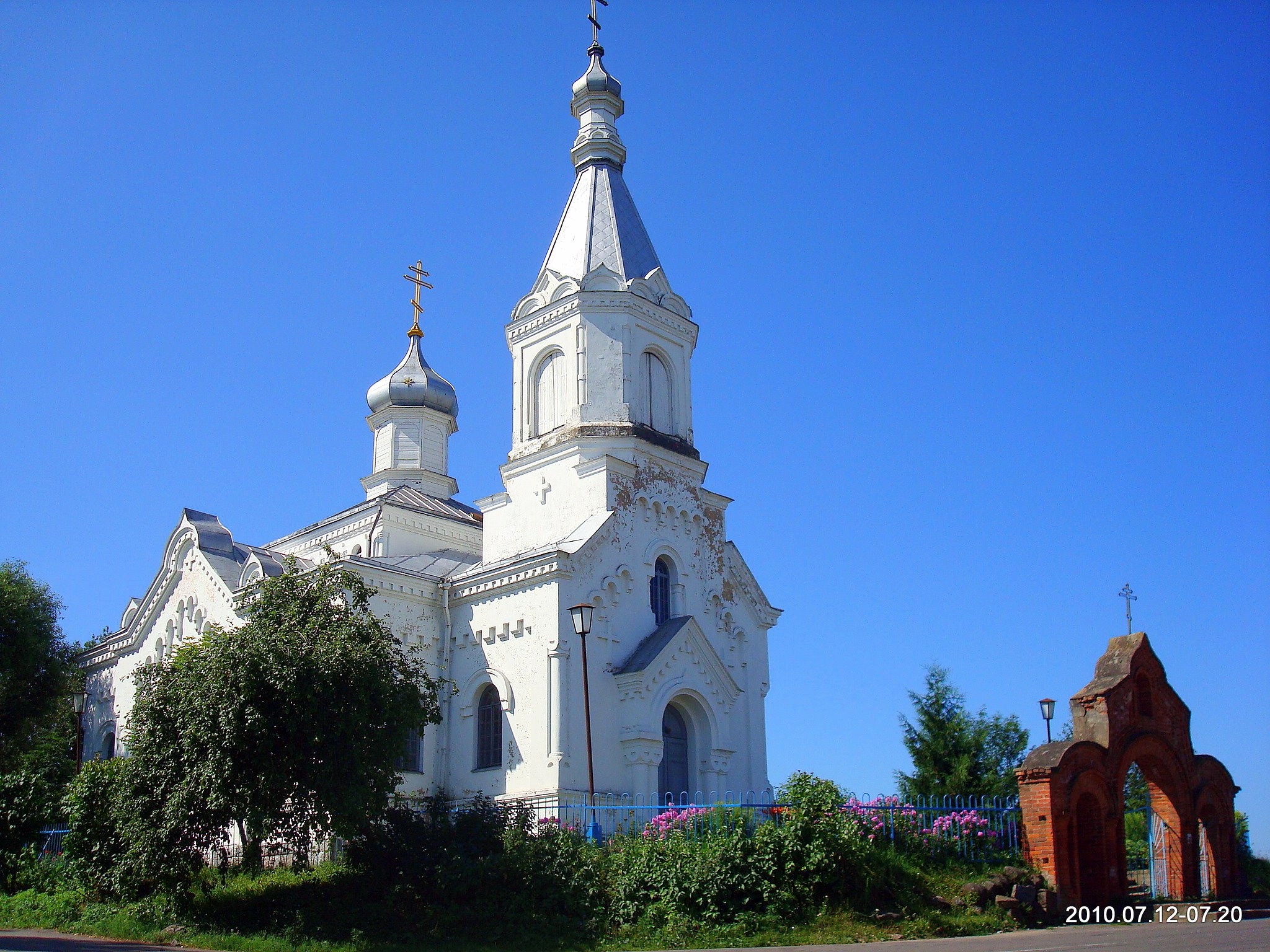
Cerkiew św. Mikołaja
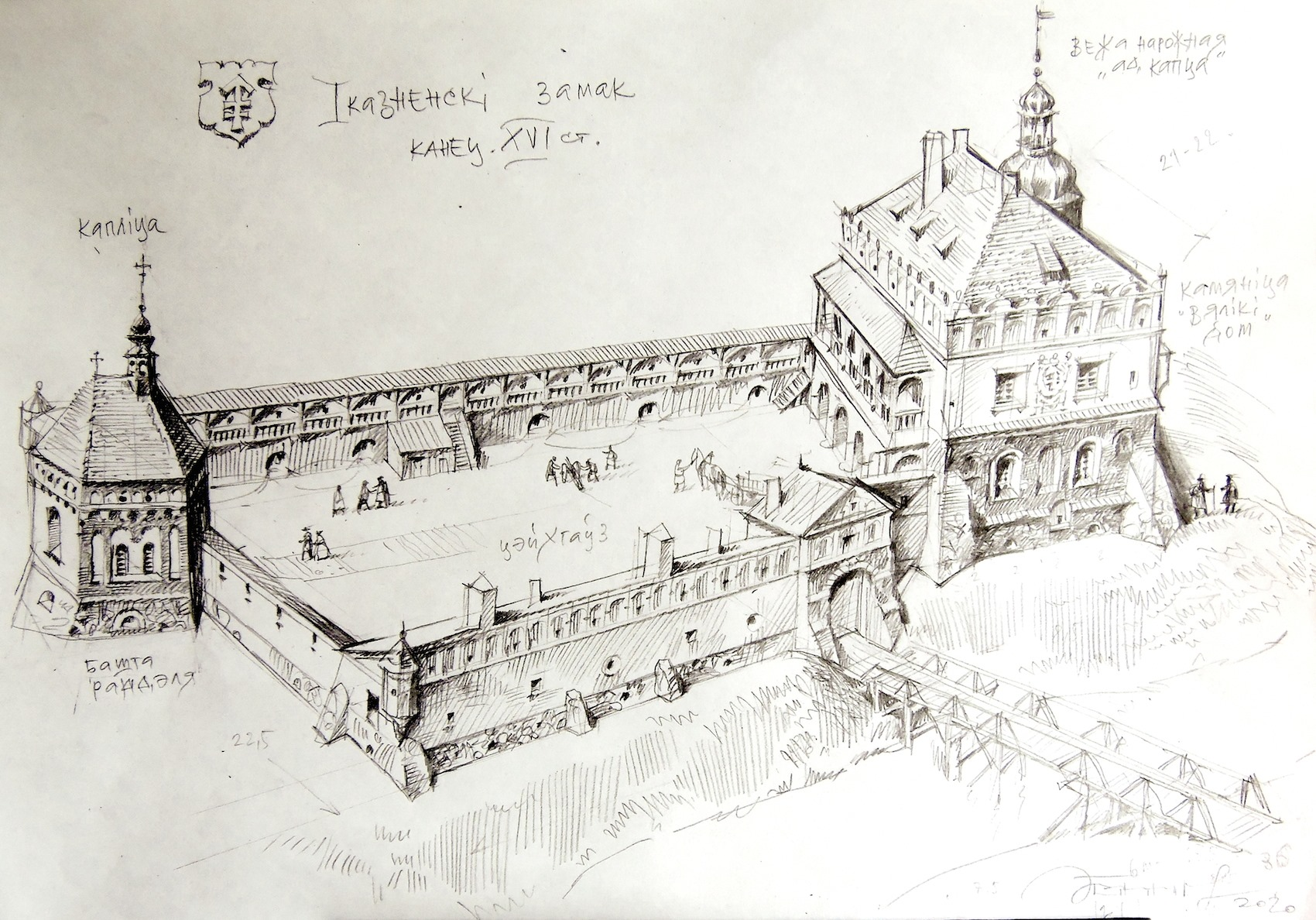
Zamek w 1590 roku
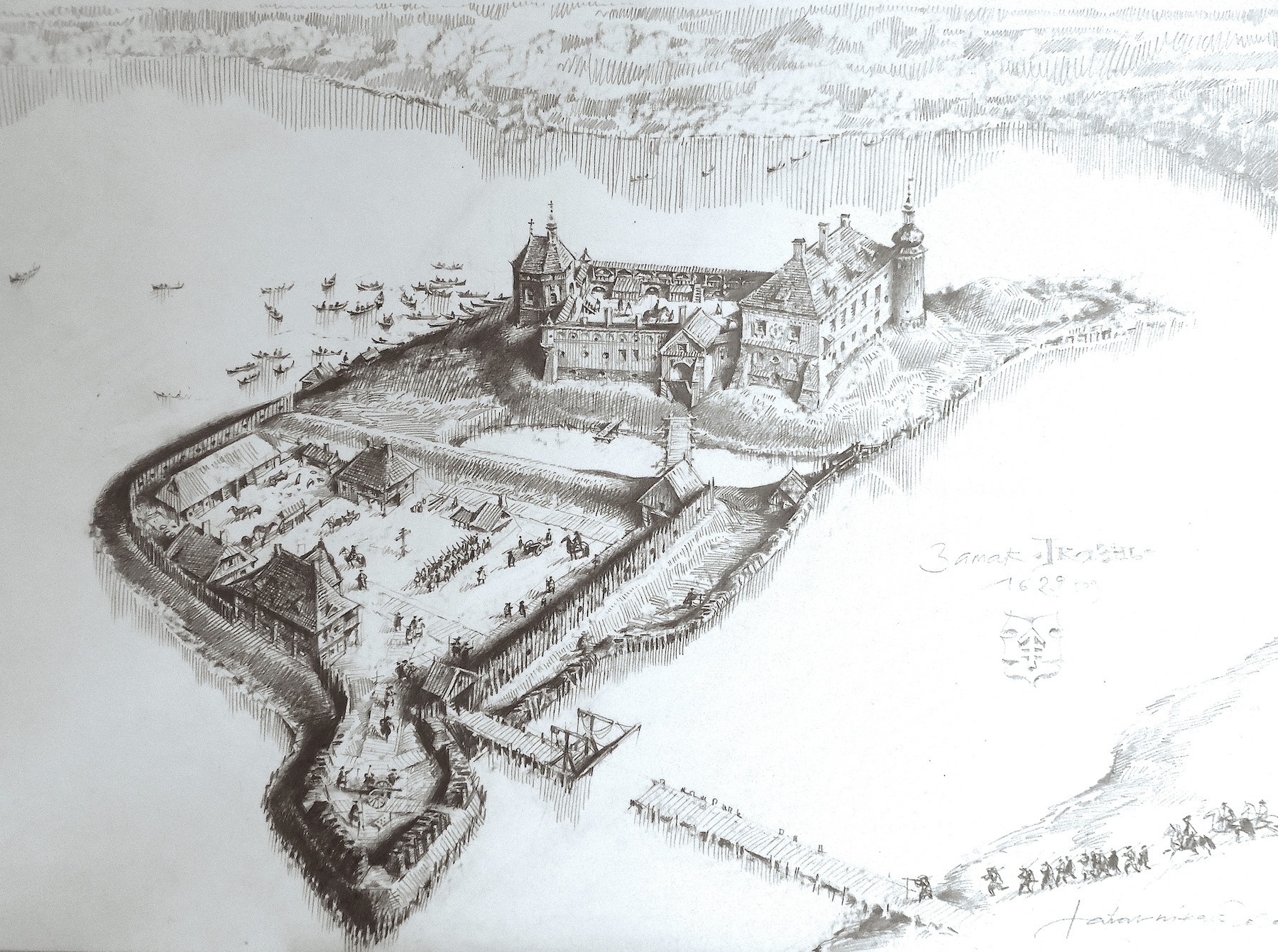
Zamek w Ikaźni w 1629 roku
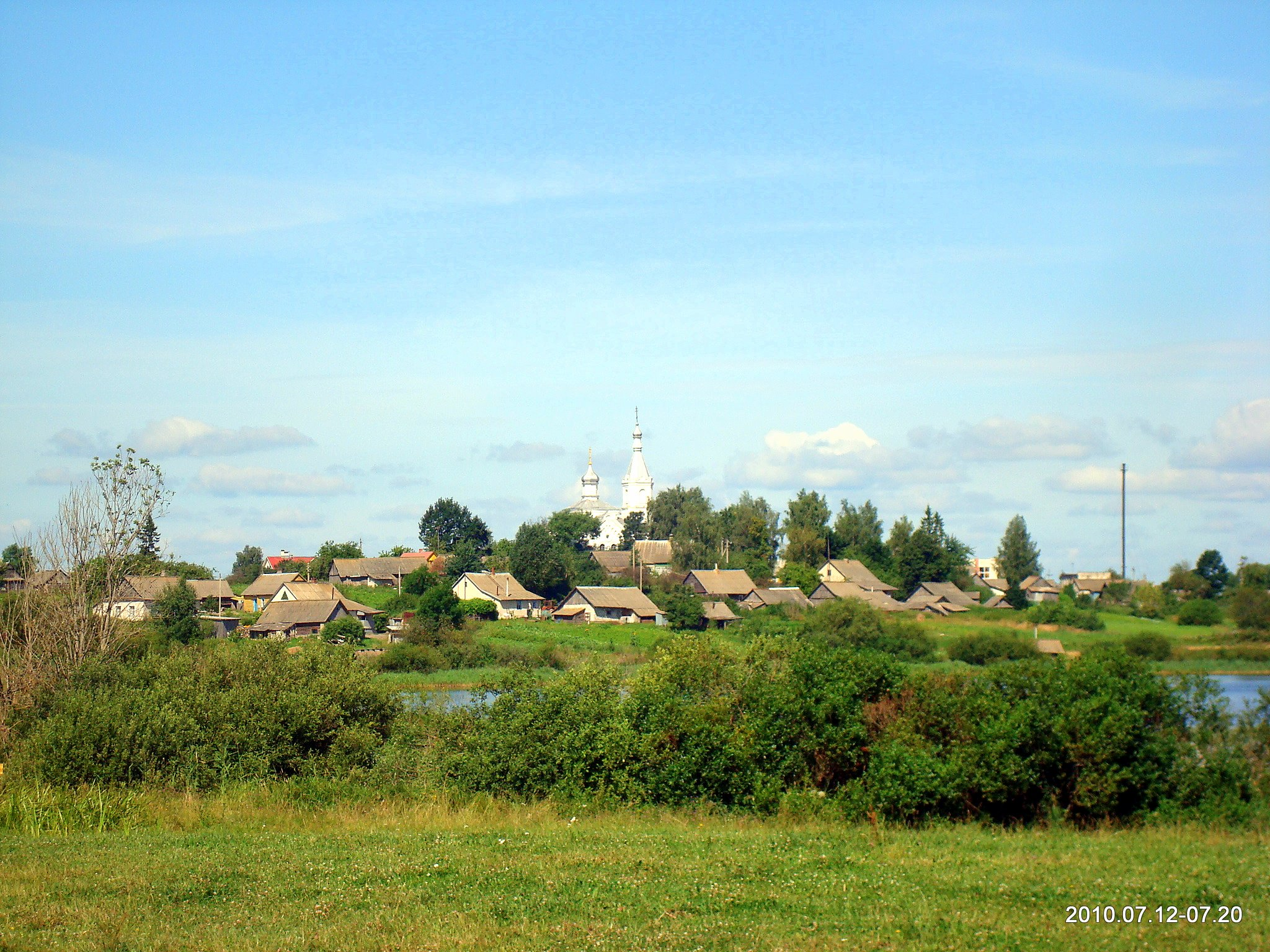
Widok na Ikaźń
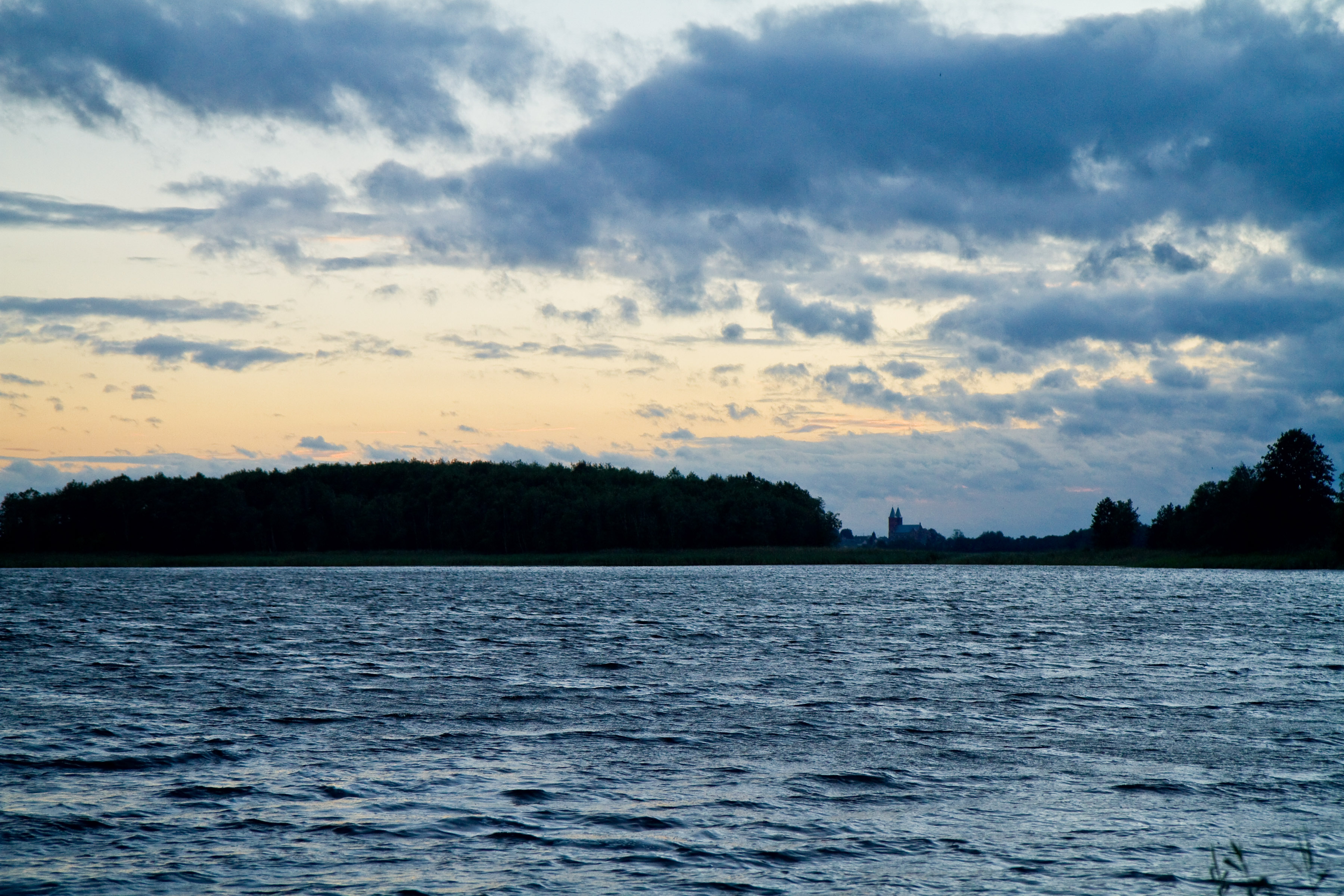
Jezioro